# Hrabstwo Trumbull

Piramida wieku hrabstwa

Hrabstwo Trumbull (ang. Trumbull County) – hrabstwo w USA, w stanie Ohio. Założone 10 lipca 1800. Według danych z 2000 roku hrabstwo miało 225116 mieszkańców.

## Geografia
Według United States Census Bureau, całkowita powierzchnia hrabstwa wynosi 1644 km². 1597 km² zajmuje ląd i 47 km² (2,87%) zajmuje woda.

### Sąsiednie hrabstwa
- hrabstwo Ashtabula (północ)
- hrabstwo Crawford (północny wschód)
- hrabstwo Mercer (wschód)
- hrabstwo Mahoning (południe)
- hrabstwo Portage (południowy zachód)
- hrabstwo Geauga (południowy wschód)

### Miasta
- Cortland
- Girard
- Hubbard
- Niles
- Warren
- Youngstown (część)

### Wioski
- Lordstown
- McDonald
- Newton Falls
- Orangeville
- West Farmington
- Yankee Lake

### CDP
- Bolindale
- Brookfield Center
- Champion Heights
- Churchill
- Hilltop
- Howland Center
- Kinsman Center
- Leavittsburg
- Maplewood Park
- Masury
- McKinley Heights
- Mineral Ridge
- Morgandale
- South Canal
- Vienna Center
- West Hill

## Demografia
Według danych z 2000 roku hrabstwo posiada 89 020 domostw oraz 61 690 rodzin. Zagęszczenie wynosi 141/km².
Hrabstwo zamieszkuje 90,01% osób rasy białej, 7,9% czarnej, 0,15% rdzennych Amerykanów, 0,45% Azjatów. 1,3% populacji stanowią pozostali.
Język angielski jest językiem ojczystym 94,6% mieszkańców, a dla 1% mieszkańców językiem ojczystym jest język niemiecki.
Na 100 kobiet przypada 93,8 mężczyzn. Na 100 kobiet, które ukończyły 18 lat przypada 90,6 mężczyzn.
Średni wiek mieszkańców wynosi 39 lat. Wiek mieszkańców rozkłada się:
- 24.4% osób poniżej 18 lat
- 7.7% osób pomiędzy 18 a 24 rokiem życia
- 27.3% osób pomiędzy 25 a 44 rokiem życia
- 24.8% osób pomiędzy 45 a 64 rokiem życia
- 15.7% osób powyżej 65 lat

Wykres przedstawia zmiany liczby ludności w latach 1800–2007: